# Ceres (mytologie)

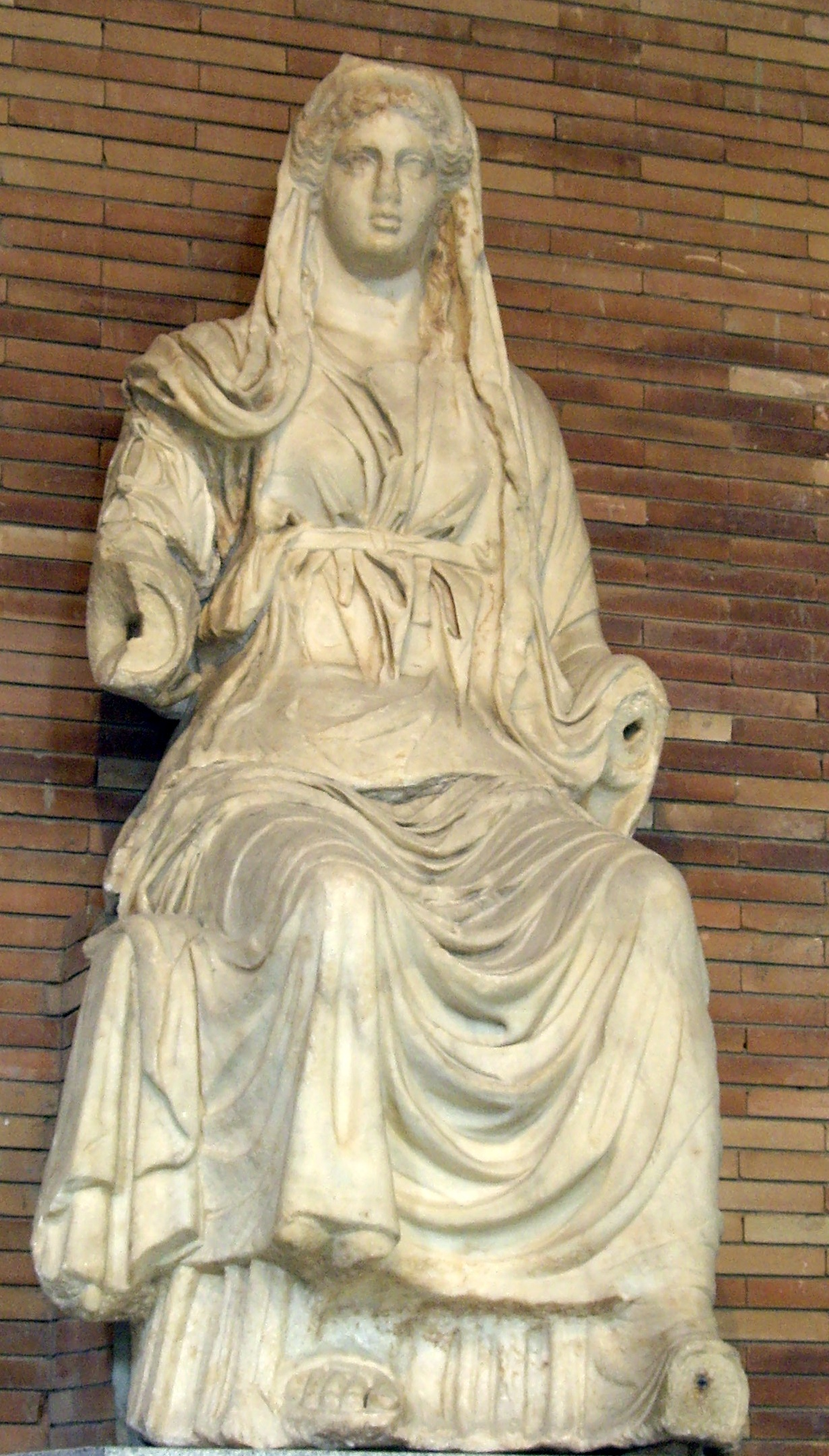
Mramorová socha Cerery, druhá polovina 1. století, Emerita Augusta - dnešní španělská Mérida

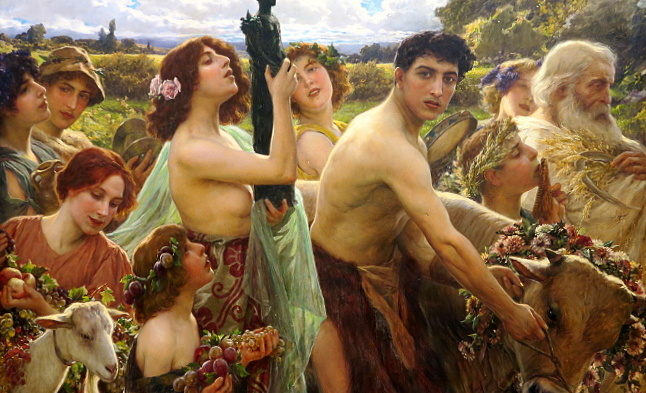
Sláva přírodě (Ave natura) 1910, dílo představující římský průvod k Ceres, bohyni pšenice. Práce italského Cesare Saccaggiho

Ceres (2. pád Cerery, 3. pád Cereře atd.), latinsky Cerēs, je římská bohyně úrody a obilí, blízká dalším zemědělským božstvům jako Tellus, Liber a Libera. Její kult byl v Římě velmi starý, o čemž svědčí, že měla svého flamena, narůstal však pod řeckým vlivem, Ceres byla ztotožněna s řeckou Démétér a byla počítána mezi Dii Consentes – dvanáct nejdůležitějších božstev.
Vzestup jejího kultu je spojen s rokem 496 př. n. l. kdy se Římu během války s Latinským spolkem nedostávalo obilí a hrozil hladomor. Na radu sybilských knih byl diktátorem Aulem Postumiem přislíben chrám Cereře, Liberovi a Libeře na Aventinu. Tato trojice je dnes označována jako plebejská či aventinská triáda a  tato božstva byla ztotožněna s řeckou Démétér, Dionýsem a Persefonou. Chrám byl zasvěcen roku 493 př. n. l., přibližně v polovině dubna a na tento den připadlo slavení Cerealií.
Při jarní setbě prováděl flamen Cerialis oběť Cereře a Telluře a vzýval dvanáct božstev jednotlivých polní prací. Další dvě oběti, mající za úkol dodat zrnu sílu, byly prováděny během týdne ferie sementivae, jehož datum bylo určováno každý rok. S Tellus byla vzývána i při pohřbech.

## Řecký vliv
Ceres byla ztotožněna v rámci interpretatio graeca s řeckou Démétér, bohyní země a úrody. Na rozdíl od mnoha dalších římských božstev nepřevzala pouze její mytologii a ikonografii v literatuře a umění, ale i její kult byl silně ovlivněn řeckým náboženstvím. Aventinská triáda vznikla po vzoru Démétéřina kultu v sicilské Enně a bohyni sloužily řecké kněžky, převážně z Neapole a Velie, v řeckém jazyce. Chrám na Aventinu byl také vystavěn v řeckém stylu a vyzdoben řeckými sochaři Damofilem a Gorgasem.
Svůj ohlas měl také mýtus o Démétér hledající svou unesenou dceru Koré-Persefoné, v Římě zvanou Proserpina. Na památku jejich opětovného shledání římské ženy za Druhé punské války držely v srpnu devítidenní půst a poté Cereře obětovali první plody. Roku 191 př. n. l. byl zaveden další půst, jehož datum se ustálilo na 4. říjnu. Ženy během těchto svátků chodily s pochodněmi a představovaly tak Ceres hledající Proserpinu.

## Plebejská bohyně

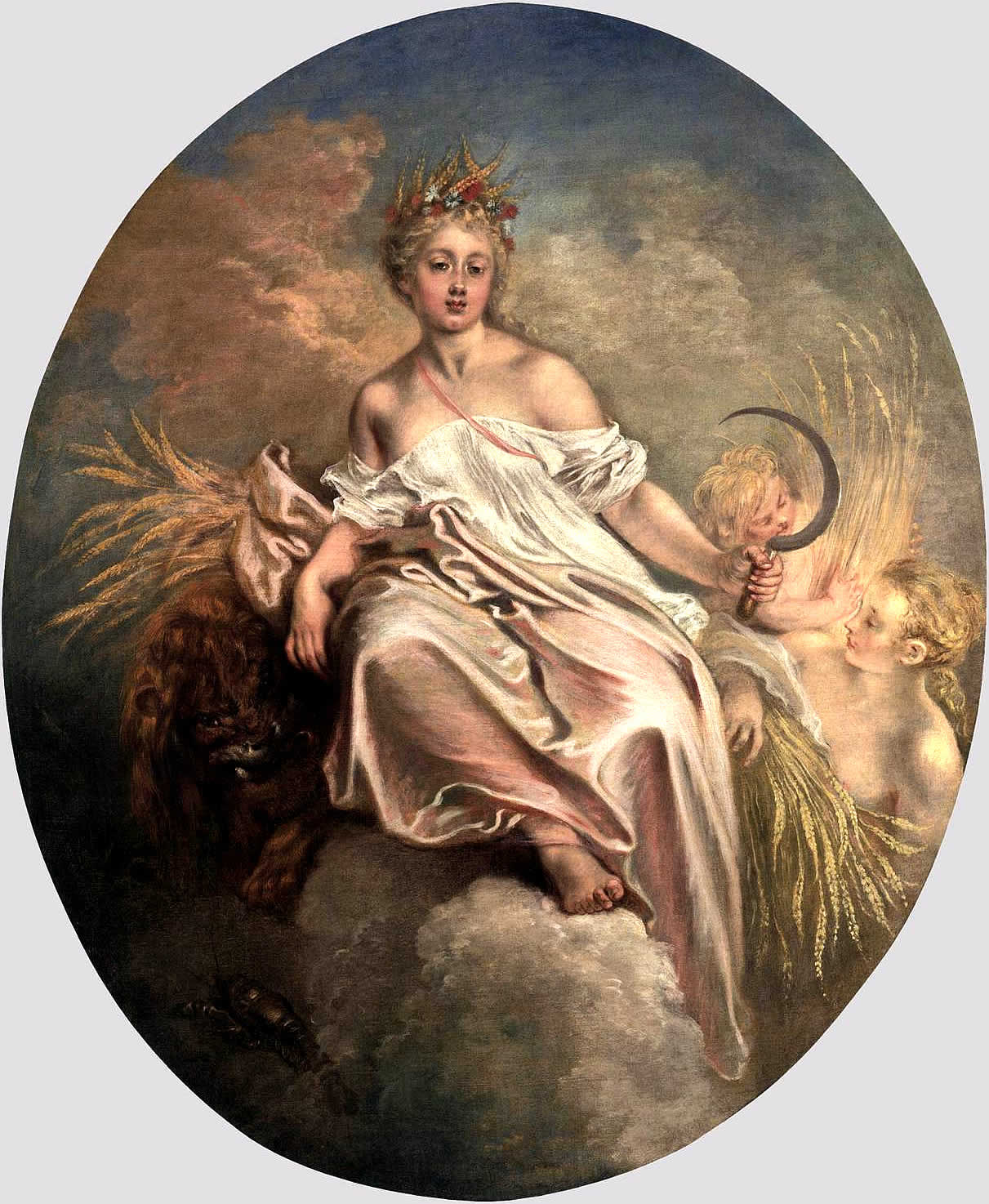
Rokokový obraz Cerery, Antoine Watteau, přibližně 1712 - 1718

Ceres byla uctívána jako bohyně ochraňující svobody plebejského lidu, což dodávalo jejímu kultu značný sociální a politický význam. U chrámu na Aventinu se nacházel trh s obilím, na který dohlíželi aedilové, úředníci původně náležející k této svatyni, kteří také střežili plebejský archiv a pokladnu. Chrám též dostával peníze zkonfiskované těm, co se provinili proti tribunům lidu.